# Мошо Одаловић
Момчило Мошо Одаловић (Старо Грацко, 1. април 1947) српски је песник за децу и младе.

## Биографија
Рођен је у Старом Грацком (општина Липљан), на обали реке Ситнице.
Основну школу завршио је у Липљану, гимназију у Косовској Митровици, а на Филолошком факултету студирао је књижевност.
У „Јединство“ је радио као новинар, уредник „Јединства за децу“ и главни уредник „Ђурђевка“.
Од 1994. године живи у Смедереву, „у својих 7,5 ари коначне отаџбине“, као слободан уметник.
Мошо Одаловић је написао песму Јези ли знао Црњанског, на тему свог избеглиштва из завичаја, коју је посветио Љубивоју Ршумовићу.
Писац је, сликар, илустратор и калиграф. Имао је више самосталних изложби. Области уметничког рада и интересовања су му: слике, илустрације, скулптуре, уметничка столарија, уметничка фотографија.

## Манифестације
- Фестивал југословенске поезије младих[3]
- Смедеревска песничка јесен[4]
- Изложбе „Мошове занимације“- слике, илустрације, уметничка столарија, фотографија...
- Књижевни сусрети на Козари[5]
- Књижевни фестивал „Борина недеља“
- Змајеве дечје игре

## Награде
- Горанова плакета
- Награда „Принц дечјег царства”, Република Српска
- Награде Сајма књига у Бања Луци и Сајма књига у Херцег Новом
- Новосадско Звонце популарности
- Награда „Змајев штап”, (почасна награда домаћину Игара)
- Награда „Златно Гашино перо”, 2001.
- Награда „Златни кључић”, 2002.
- Награда „Сребрно Гашино перо”, за књигу Баба је ту, ја сам у Јапану, 2003.
- Награда „Раде Обреновић”, за књигу Баба је ту, ја сам у Јапану, 2003.
- Награда „Гордана Брајовић”, за књигу Поправљање низбрдице, 2007.
- Књижевна награда „Невен”, за књигу Где је лампино дете, 2008.
- Књижевна награда „Политикиног Забавника”, за књигу Где је лампино дете, 2008.
- Награда „Грачаничка повеља”, 2009.
- Вукова награда, 2013.
- Повеља Змајевих дечјих игара, 2016.
- Награда „Жичка хрисовуља”, 2017.

## Дела

### Песме за одрасле
- Тако и толико, 1973.
- Лирски покер, епистоларна лирика,1994 (са Трифуновићем, Ршумовићем и Радуловићем)

### Песме за децу
- Врло важно, 1975,
- Да ти кажем нешто, 1977,
- Пегави генерали, 1981,
- Од амебе до бебе, 1982,
- Неко је украо ласту, 1987,
- Мама је глагол од глагола радити, 1986,
- Друже тата, кућни команданте, 1986,
- Овде нешто није у реду, 1988,
- Ветар ми однео панталоне, 1991,
- Том Сојер у Црној Гори, 1991,
- Тако је било, пчеле ми, 1995,
- Баба је ту , ја сам у Јапану,1996,
- Рече ми једно дијете, 1997,
- Косовчице, 1998,
- Брза књига, 1999,
- Петорица из српског, 1999,
- Буквар, завичајни појмовник, 2001,
- Јабуко мирисна
- Завичајни буквар (мешавина поезије, причања, афоризама, досетки, каламбура, пошалица и ћаскања, духовитих и мудровраголастих поука и упутстава за игру и одрастање). У овом делу појављује се као комплетан аутор, писац, илустратор и калиграф.
- Поправљамо низбрдице, 2006
- Црталиште игралиште за предшколце и основце, 2007 (У овом делу такође се појављује као комплетан аутор, писац, илустратор и калиграф).
- Где је лампино дете, 2008
- Жича пчелино чедо, 2009

### Романи
- Баба је ту, ја сам у Јапану, 2003
- Ево сецкам воду за хрчка, 2008